# Pyrellina congensis
Pyrellina congensis är en tvåvingeart som beskrevs av Zielke 1971. Pyrellina congensis ingår i släktet Pyrellina och familjen husflugor.
Artens utbredningsområde är Kongo. Inga underarter finns listade i Catalogue of Life.